# Skulpturenpark Pinakothek
In der Umgebung der Neuen Pinakothek, Alten Pinakothek und der Pinakothek der Moderne in München befinden sich einige Skulpturen bekannter Bildhauer. Es handelt sich um folgende Werke:
- Hermann Hahn: Rossebändiger (1931)
- Bernhard Bleeker: Rossebändiger (1931)
- Henry Moore: Große Liegende (1957)
- Marino Marini: Miracolo (1969/1960)
- Toni Stadler: Aglaia (1961)
- Henry Moore: Two-Piece Reclining Figure: Points (1969–1970), Standort
- Erich Hauser: Doppelsäule 23/70  (1970)
- Fritz Koenig: Große Zwei V (1973)
- Hans Wimmer: Trojanisches Pferd (1976/1981)
- Georg Brenninger: Kontinente (1984)
- Eduardo Paolozzi: Für Leonardo (1986)
- Eduardo Chillida: Buscando la Luz II (1997)
- Alf Lechner: Zueinander (1999)
- Fritz Koenig: Große Biga (2000)
- Henk Visch: Present Continuous (Skulptur) (2011), Standort

## Galerie

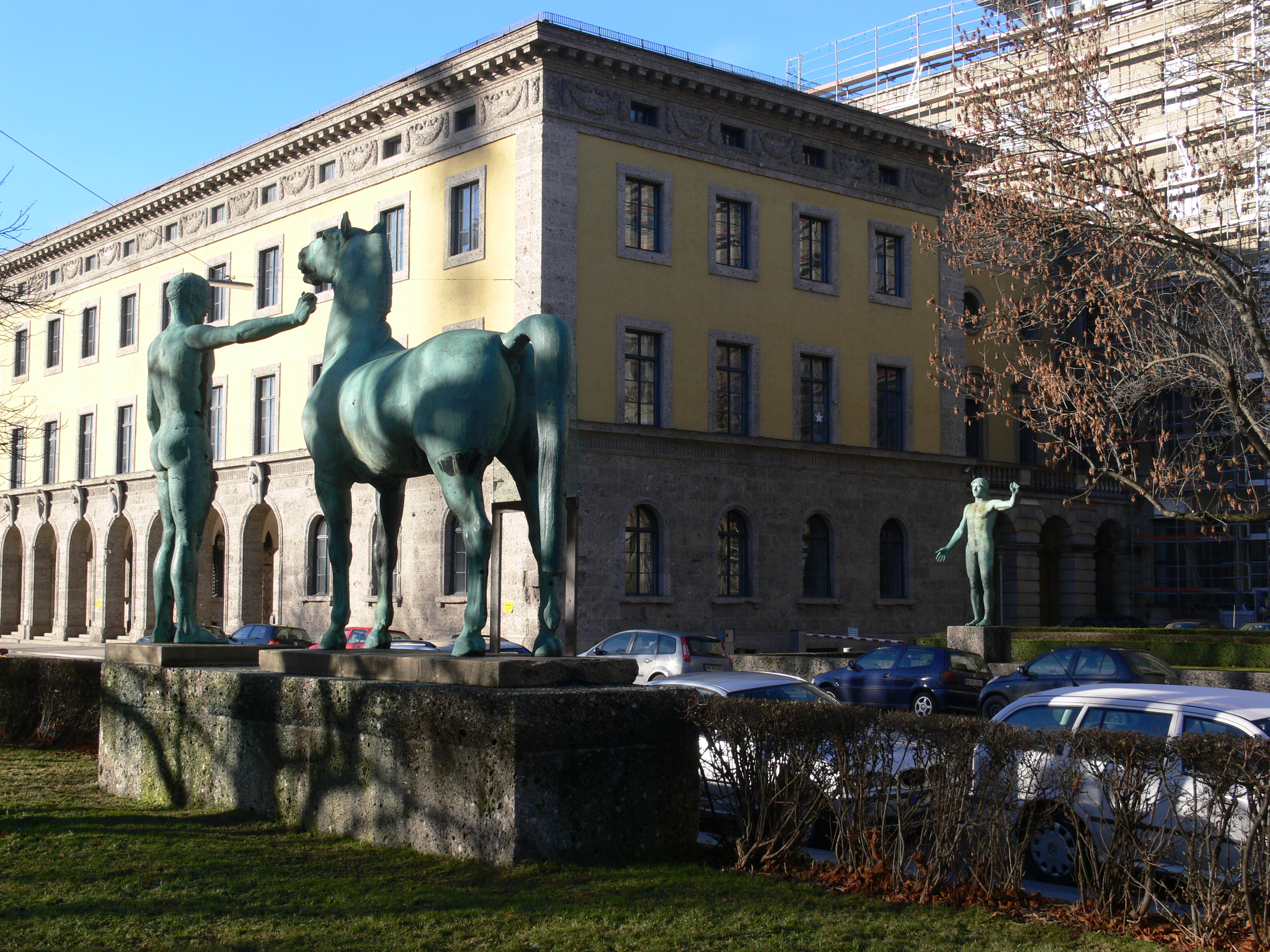
Hermann Hahn: Rossebändiger
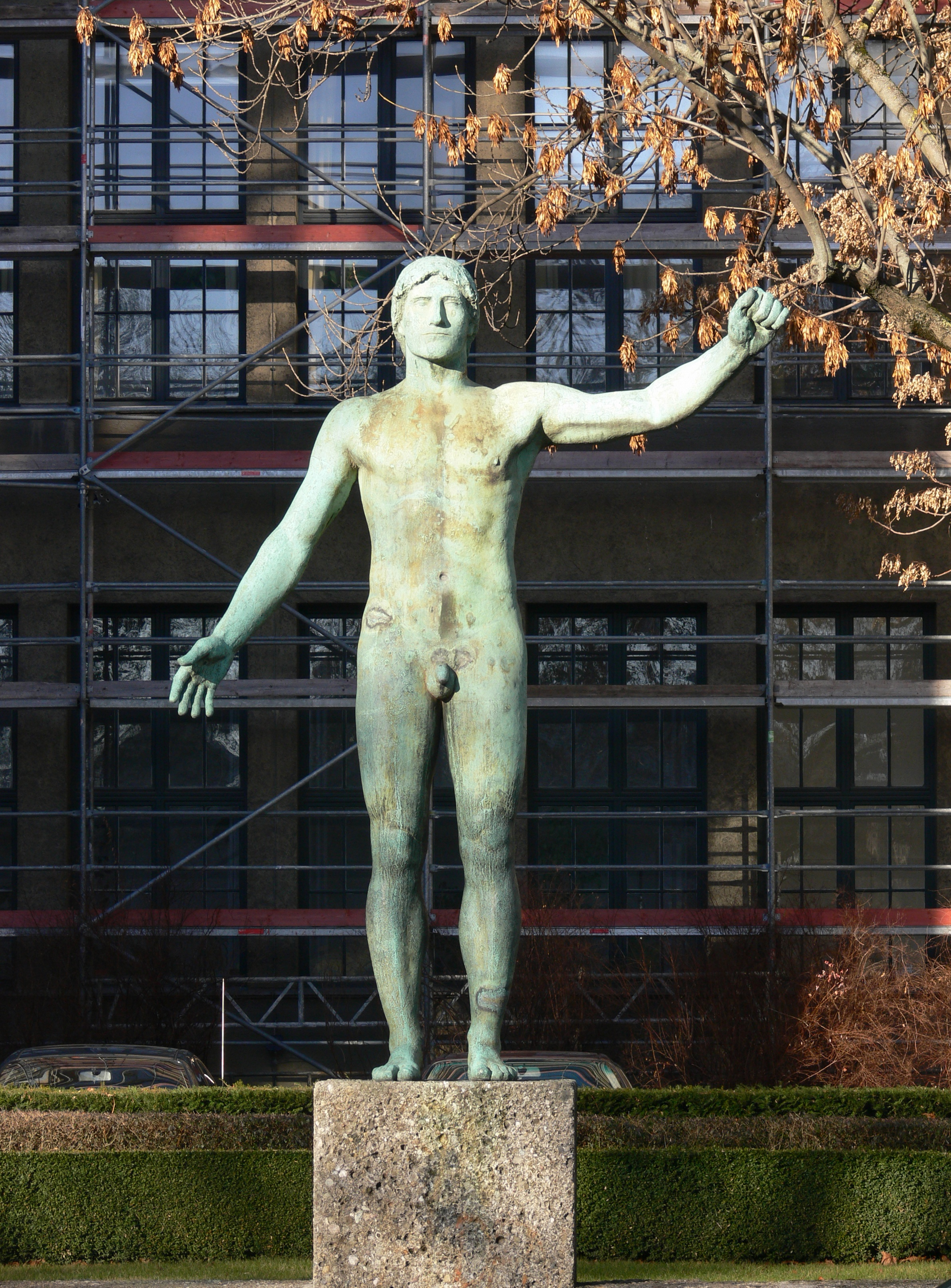
Bernhard Bleeker: Rossebändiger
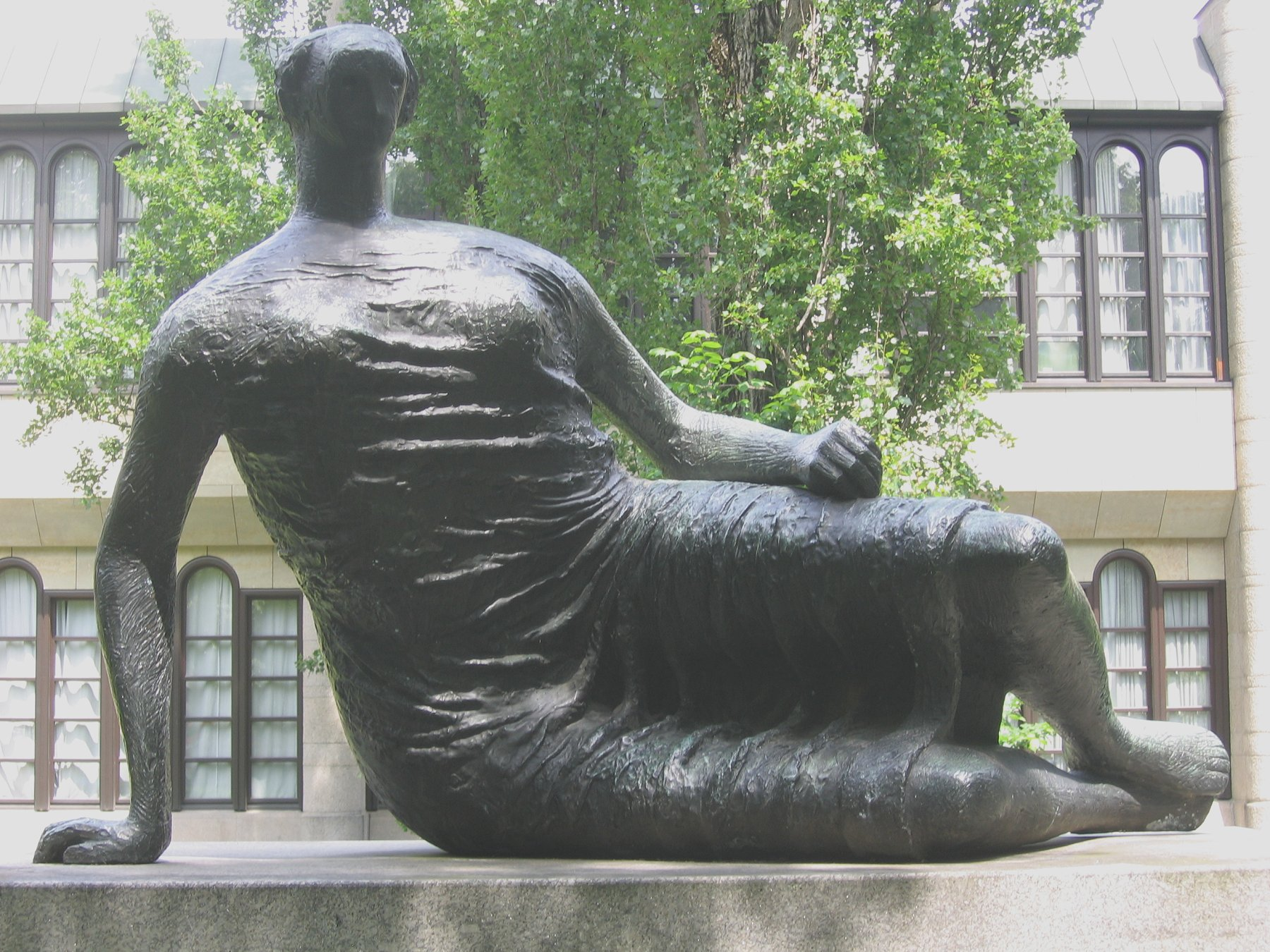
Henry Moore: Große Liegende
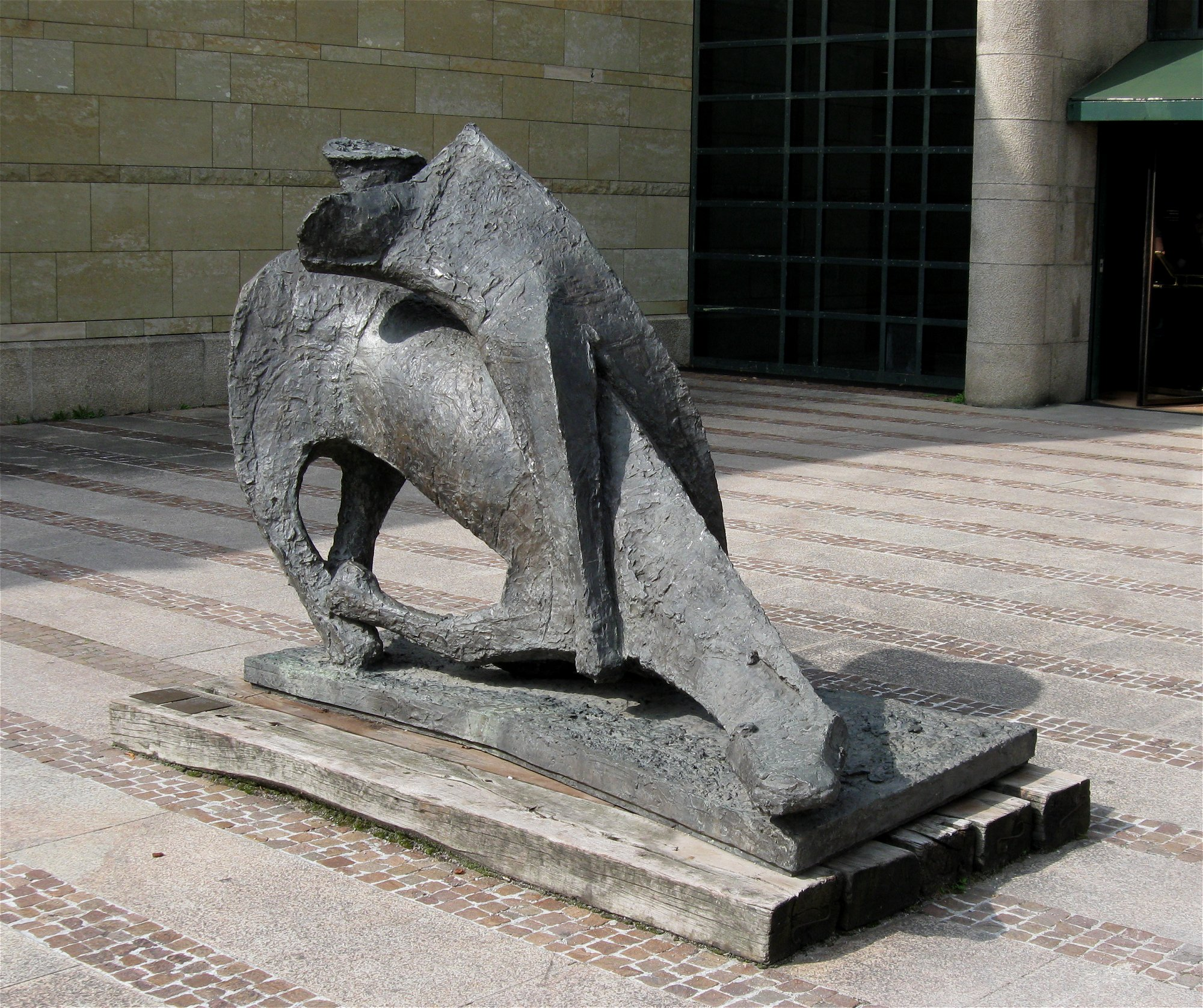
Marino Marini: Miracolo
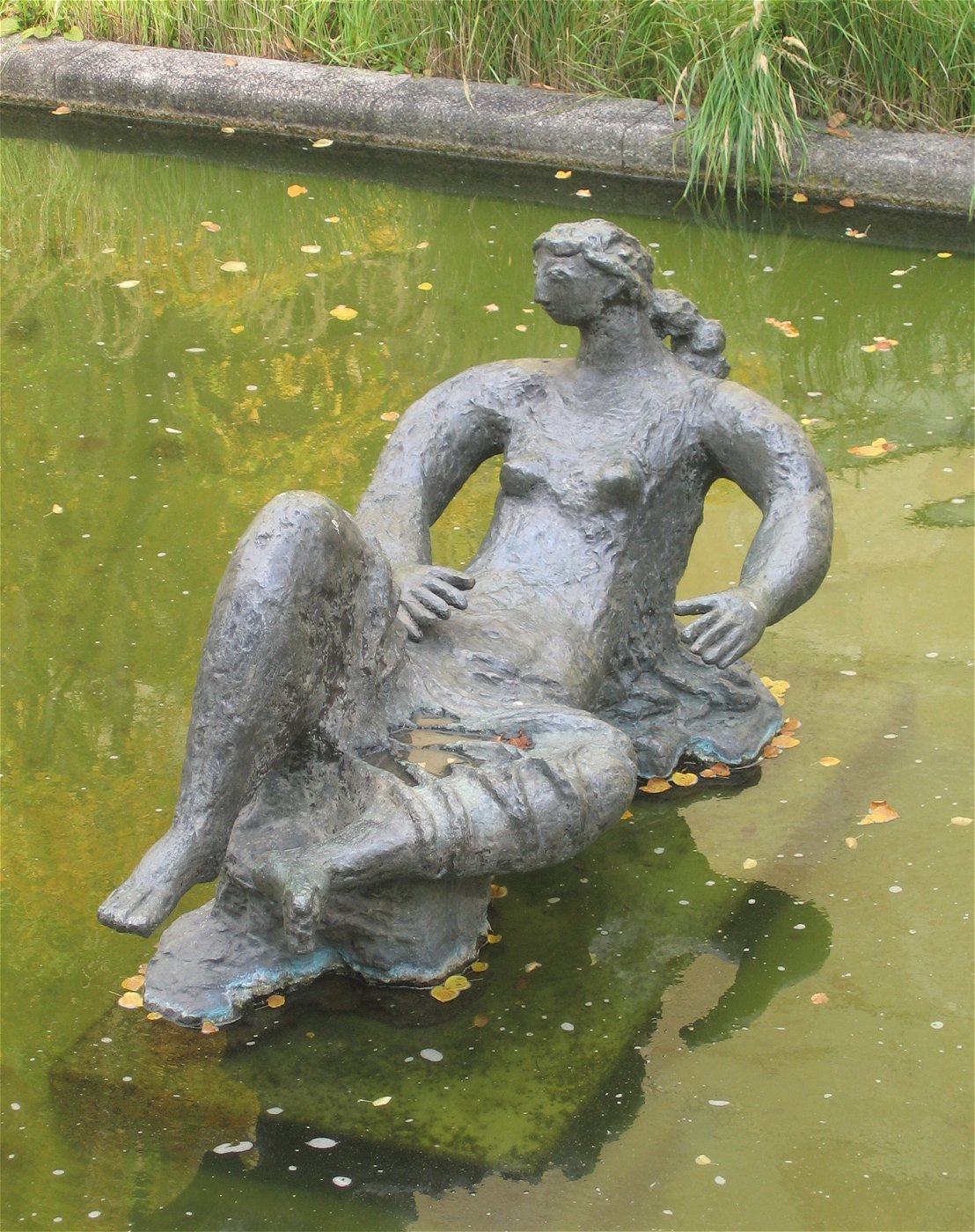
Toni Stadler: Aglaia
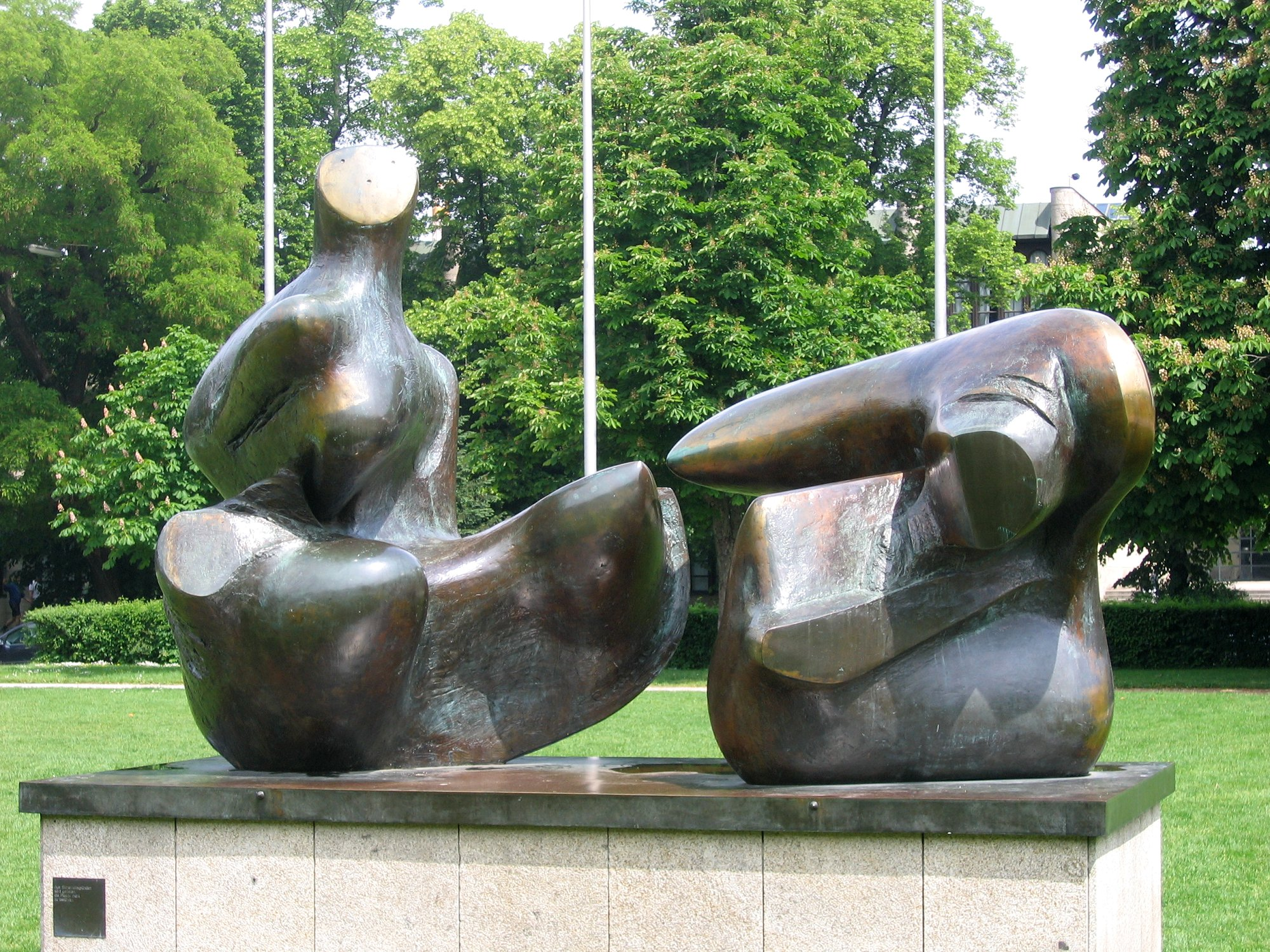
Henry Moore: Liegende
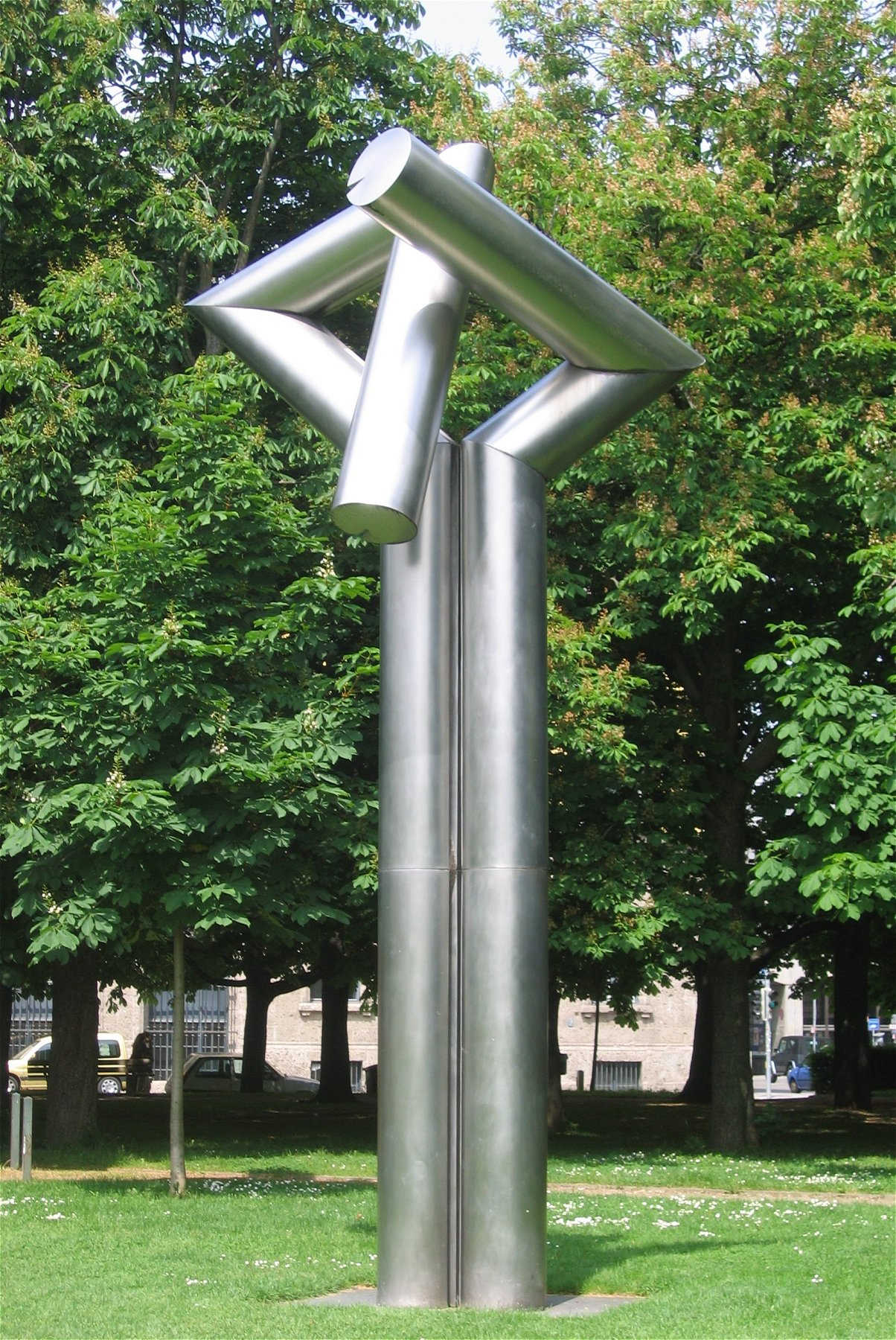
Erich Hauser: Doppelsäule 23/70
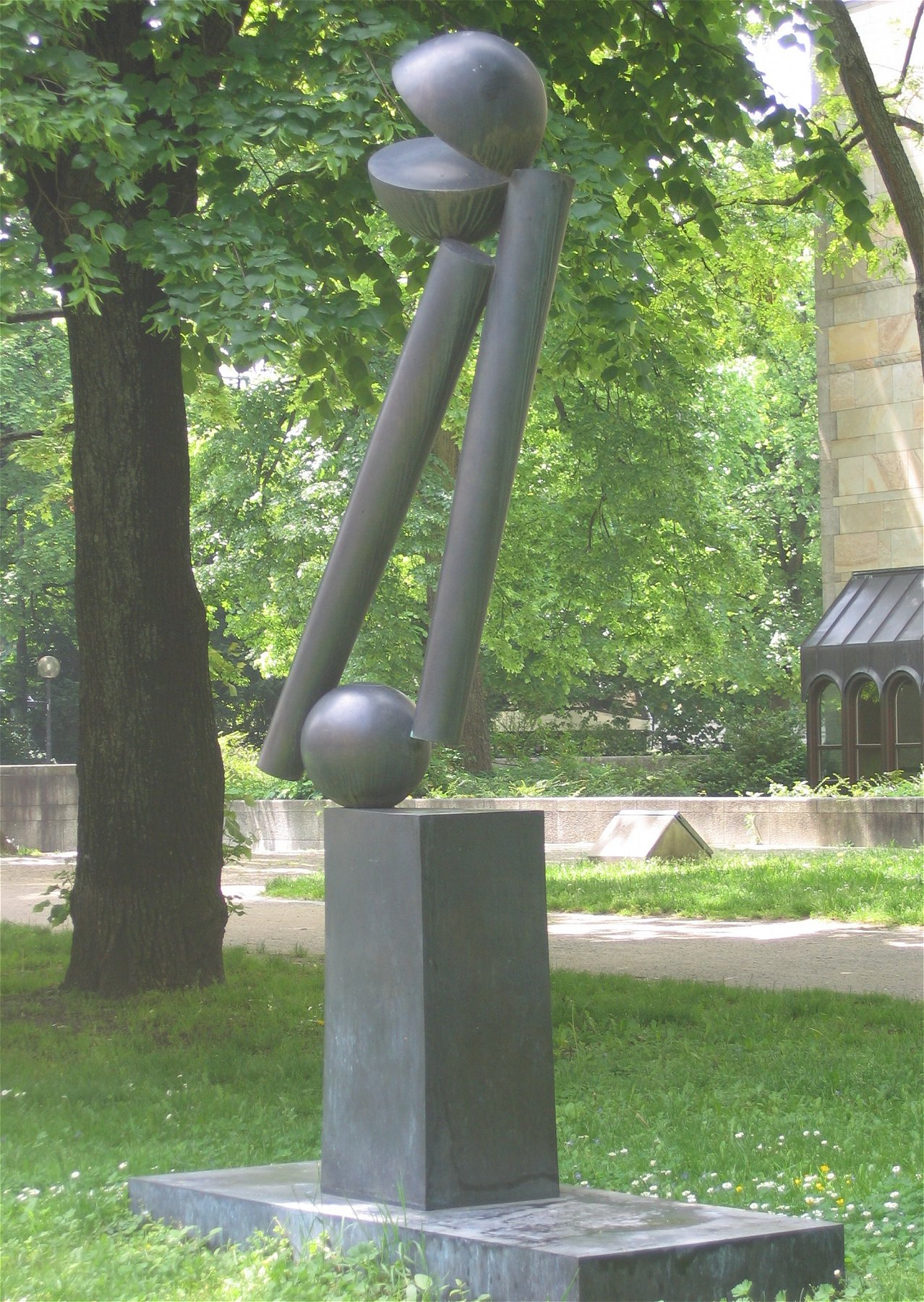
Fritz Koenig: Große zwei V
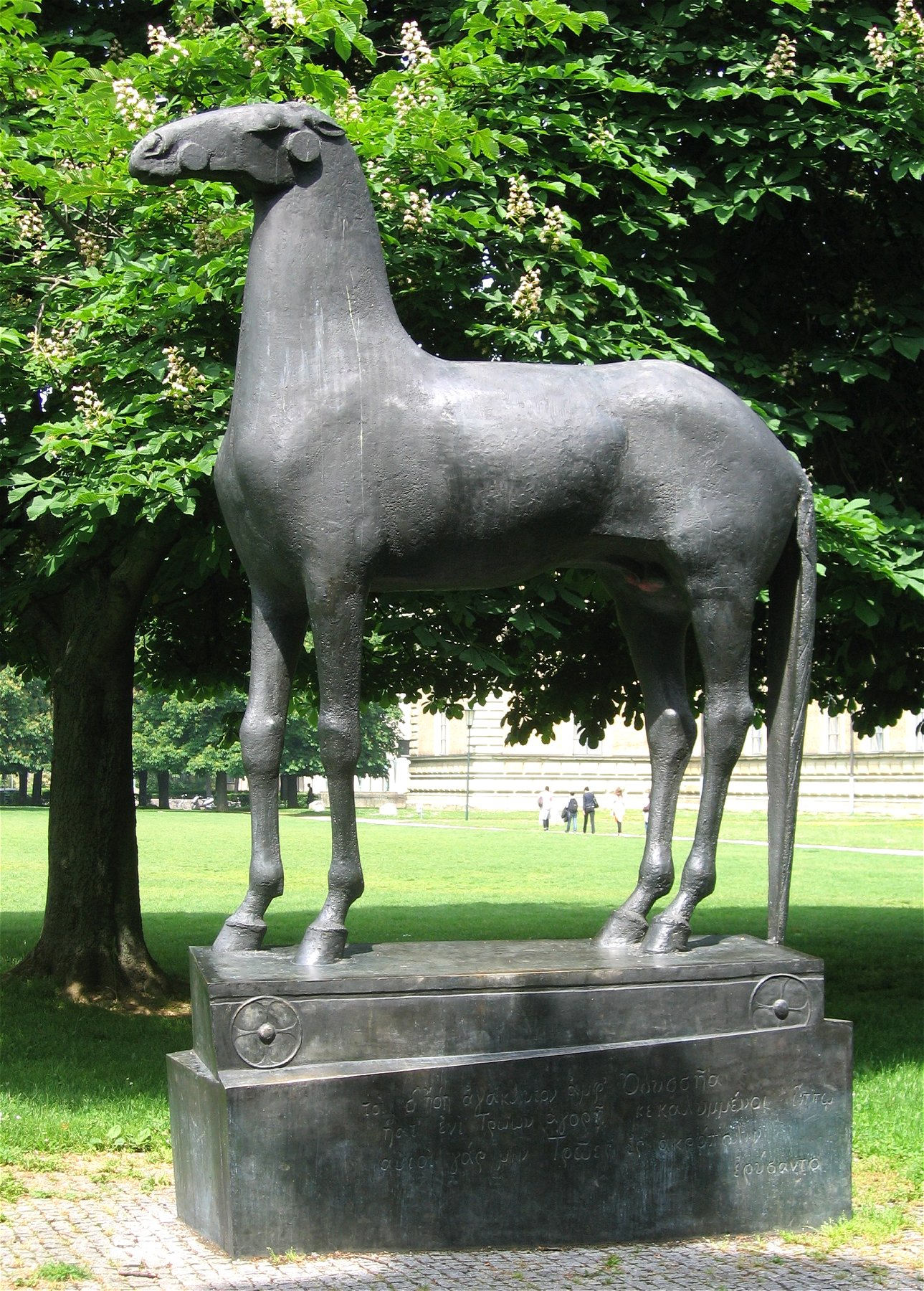
Hans Wimmer: Trojanisches Pferd
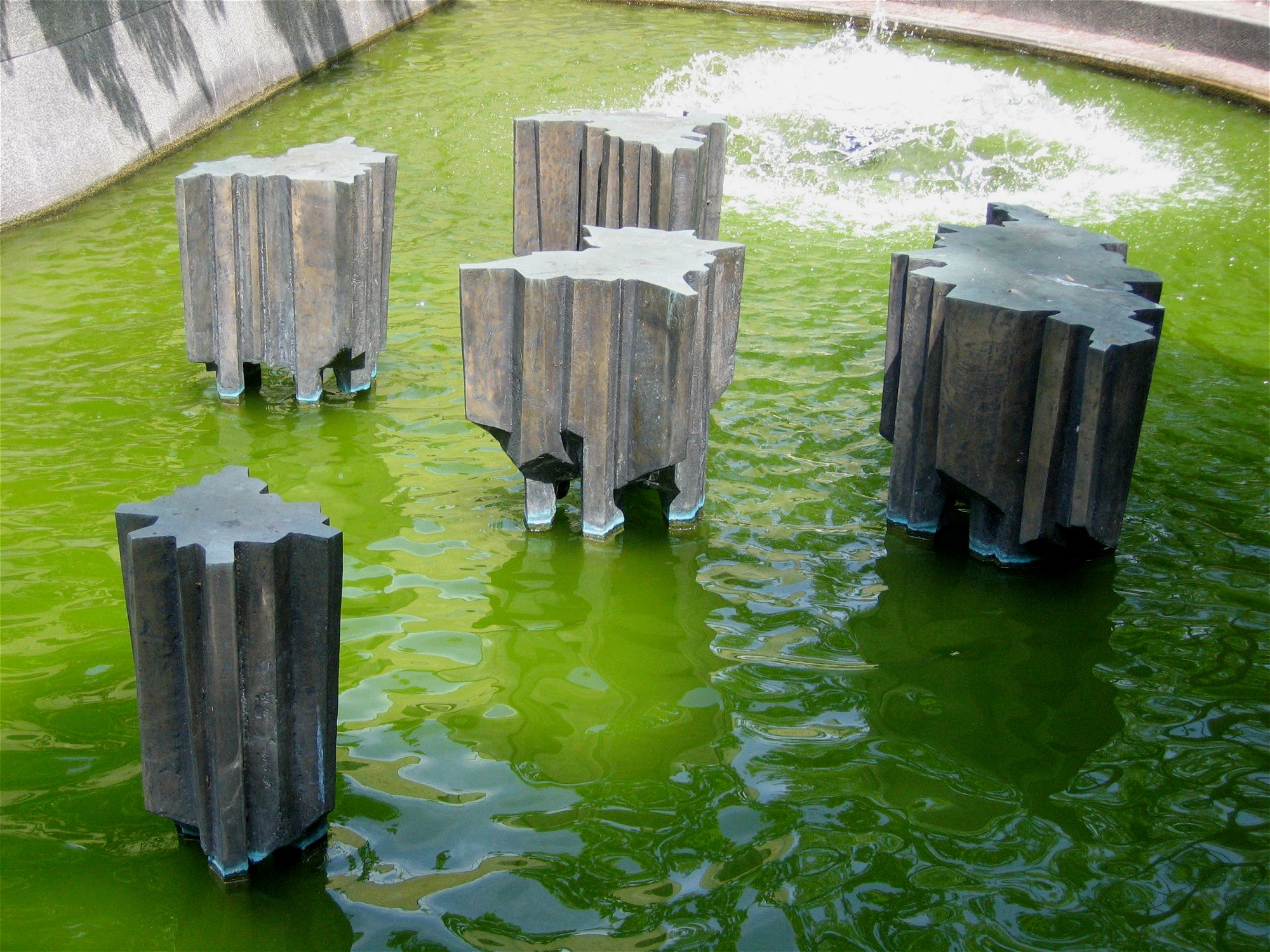
Georg Brenninger: Kontinente
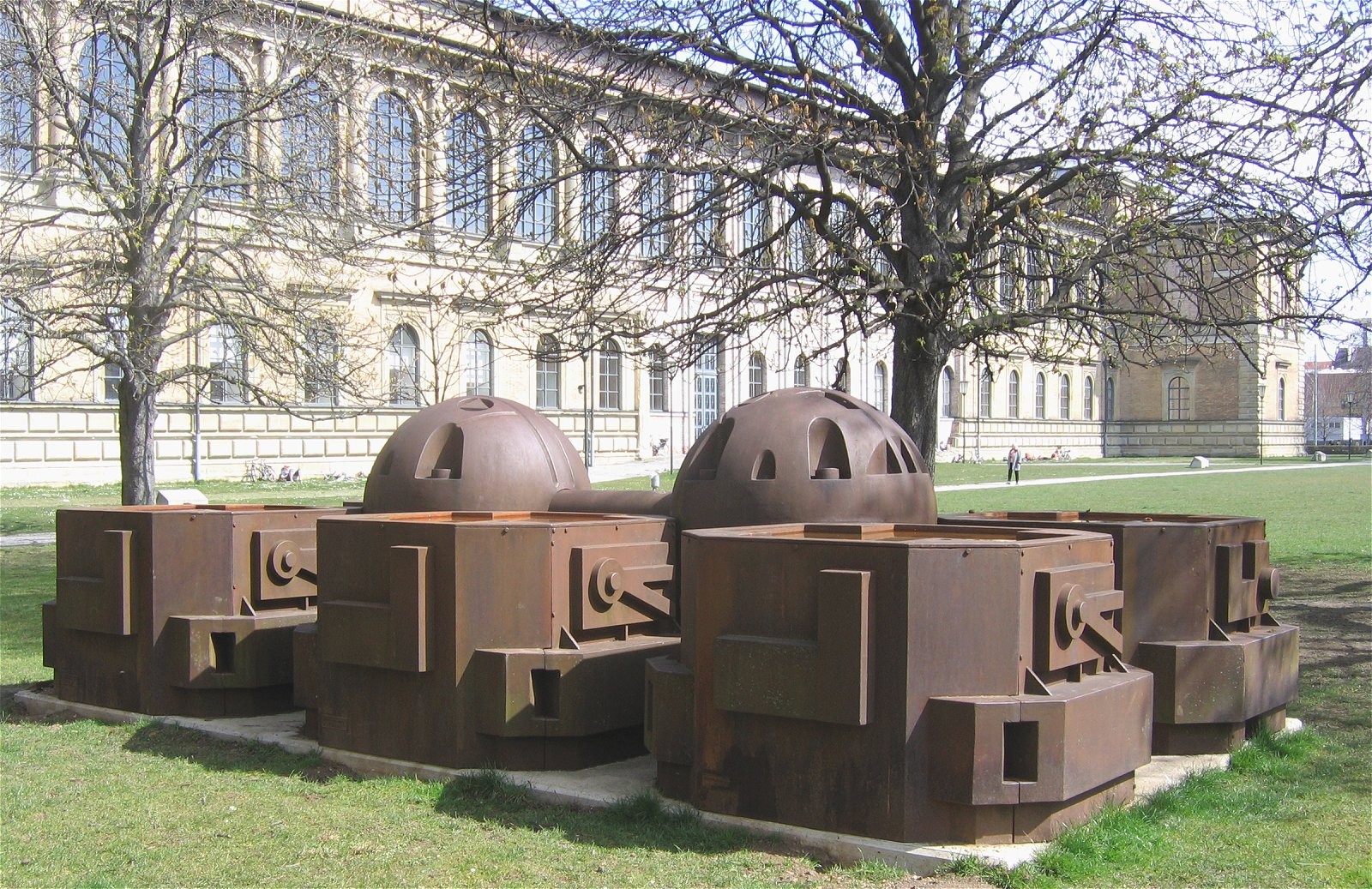
Eduardo Paolozzi: For Leonardo
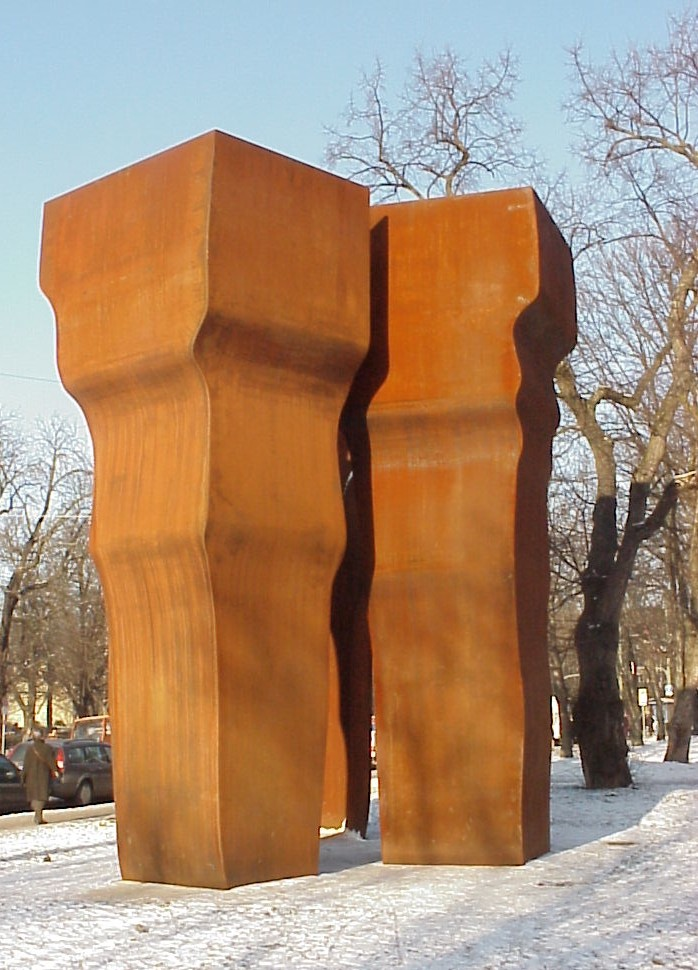
Eduardo Chillida: Buscando la Luz II
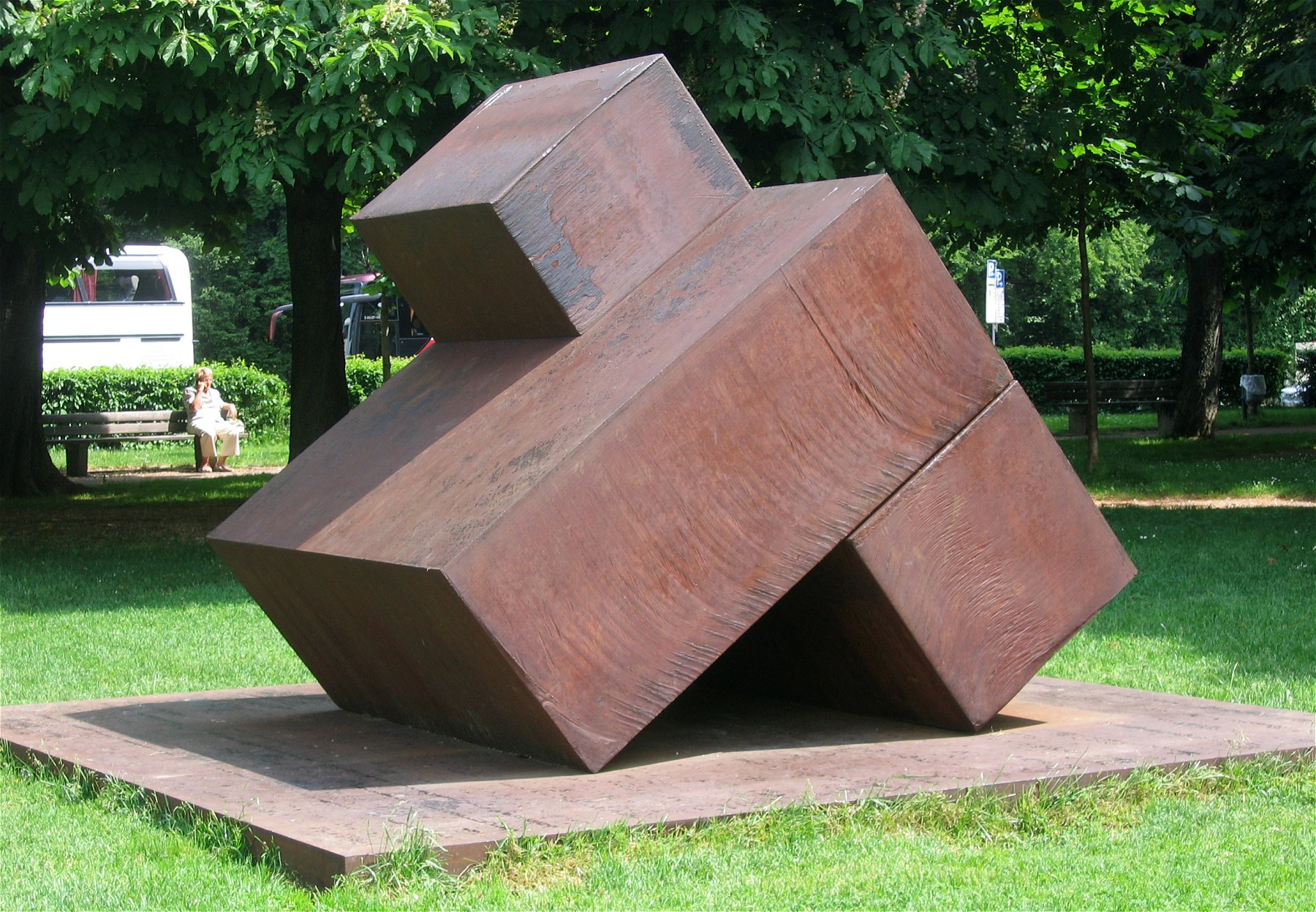
Alf Lechner: Zueinander
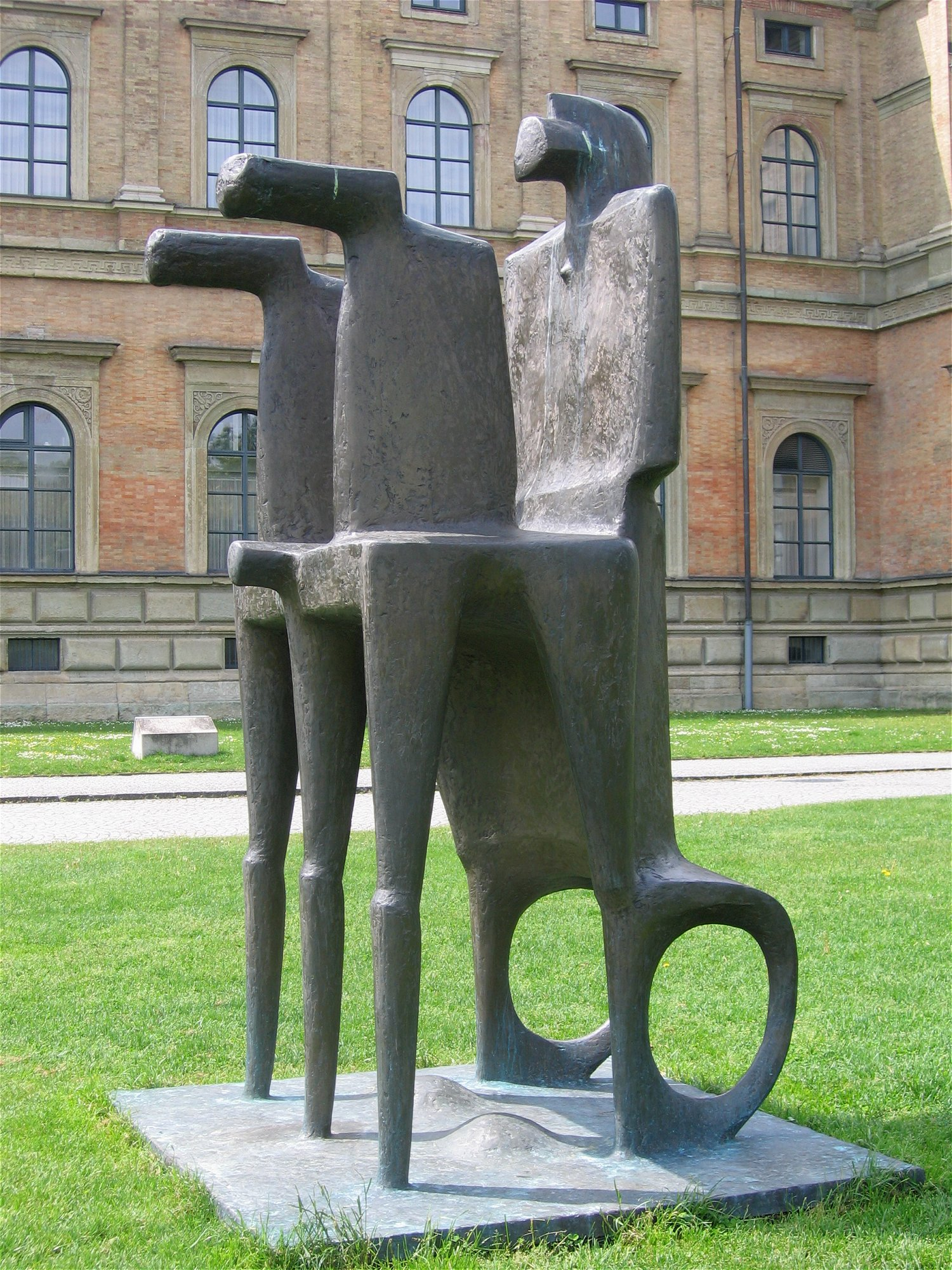
Fritz Koenig: Große Biga
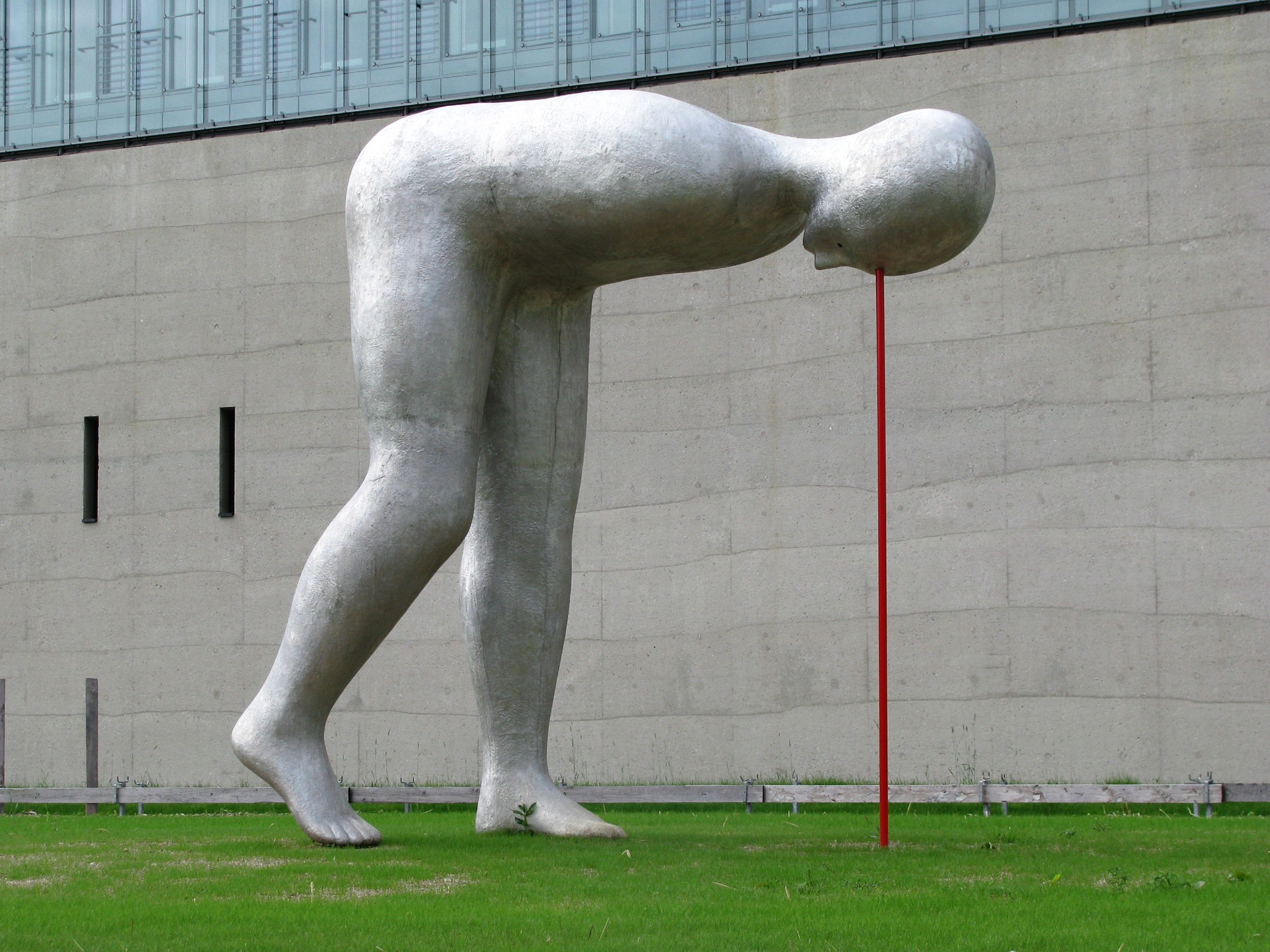
Henk Visch: Present Continuous